# جيف ديكستر
جيف ديكستر (بالإنجليزية: Jeff Dexter)‏ هو دي جيه بريطاني، ولد في 15 أغسطس 1946.